# Basílica de la Purísima Concepción (Barcelona)
La basílica de la Purísima Concepción y Asunción de Nuestra Señora es una basílica menor, situada en el Ensanche de Barcelona, en las calles Aragón y Lauria. Está catalogada como bien cultural de interés local. El 20 de febrero de 2009 el Papa Benedicto XVI le concedió el título de basílica menor, convirtiéndose en la octava de las nueve existentes en la ciudad.

## Arquitectura

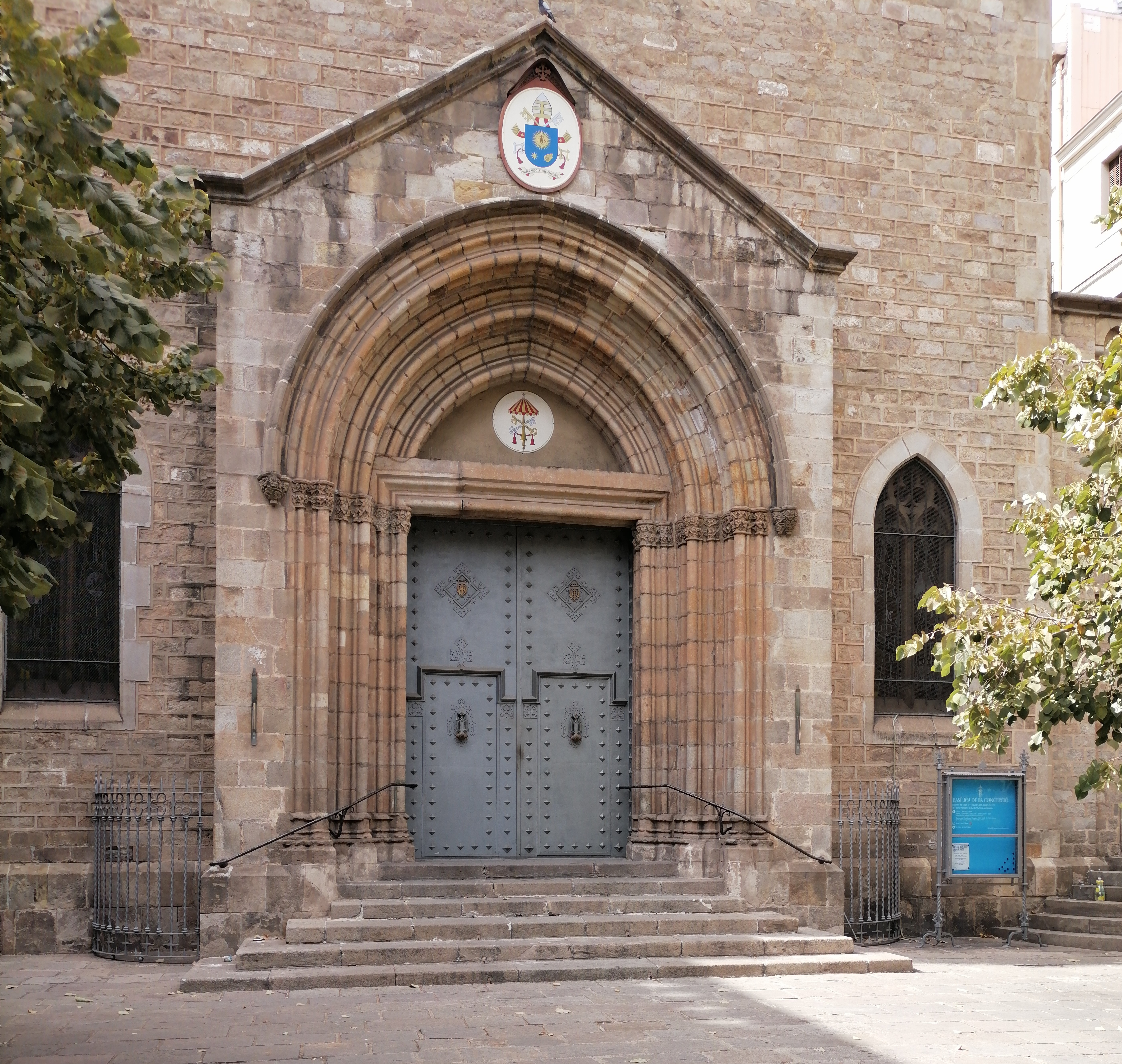
Puerta principal

La parroquia está formada por un conjunto de edificios de diversa entidad arquitectónica y cronología, fruto del traslado y reconstrucción de la iglesia y del claustro del antiguo Monasterio de Junqueras y el campanario de la Iglesia de San Miguel.
La fachada principal de la iglesia, que da a la calle de Aragón, presenta un portal coronado con arquivoltas ojivales flanqueado por dos ventanas apuntadas con tracería. Bajo el coronamiento, a doble vertiente y decorado con tracerías, se abre un rosetón decorado con círculos tangentes. Se trata de un edificio de la primera mitad del siglo XV, de nave única con capillas laterales entre los contrafuertes y cabecera poligonal. La nave presenta seis tramos de bóveda de crucería con las nervaduras sostenidas sobre ménsulas, dando lugar a unos muros de cerramiento lisos, solo interrumpidos por las aberturas de las capillas laterales. En el lado más occidental se encuentran el campanario y la rectoría. 

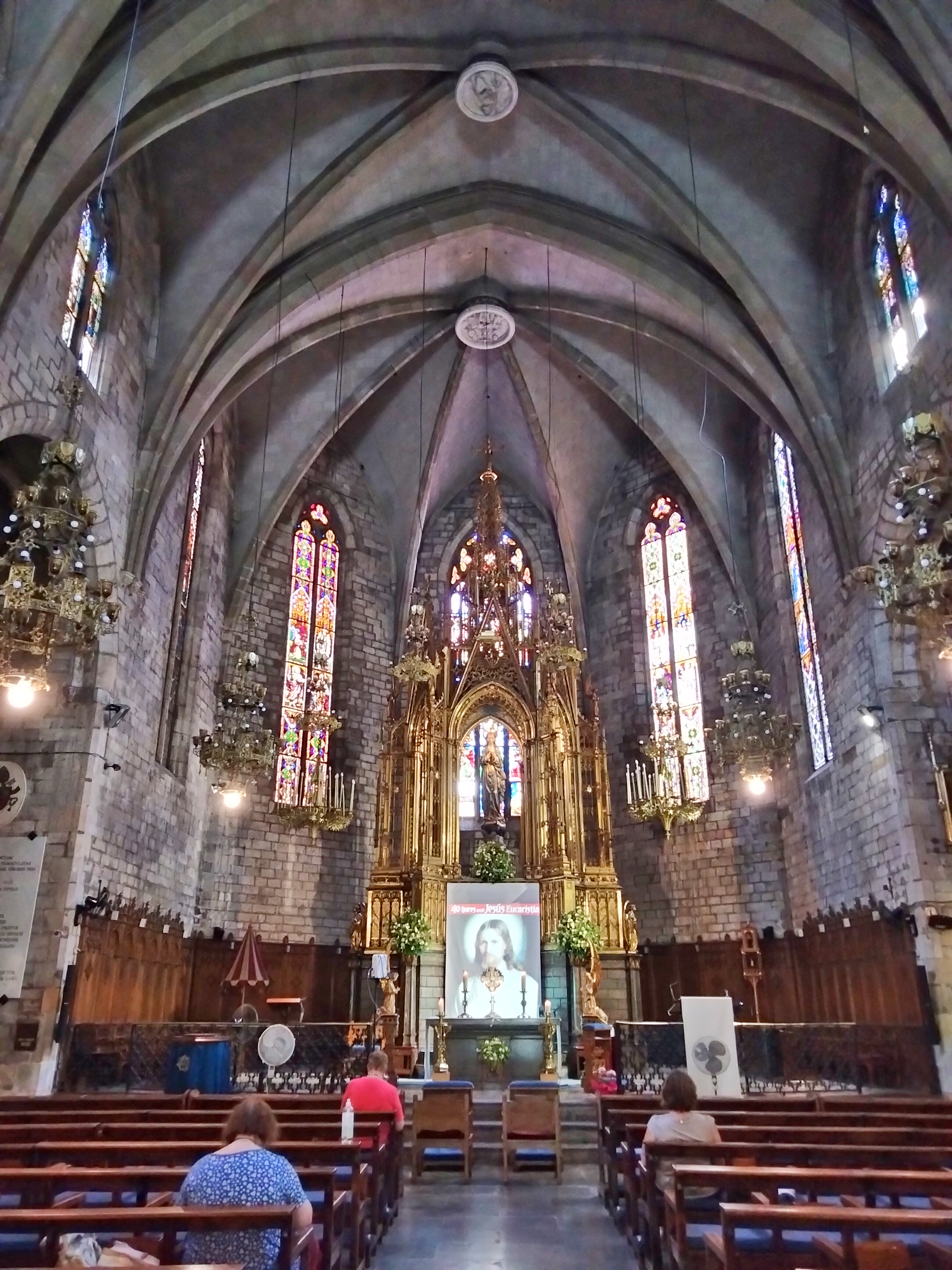
Nave principal de la basílica

El campanario es el resultado del traslado y recreación del campanario de la antigua iglesia de San Miguel, desaparecida hacia 1870 con las obras de ampliación del Ayuntamiento, situado en el Barrio Gótico. Se trata de una construcción de planta cuadrangular con una escalera de caracol interior que culmina en un segundo cuerpo de medidas inferiores y coronado por un pináculo. La rectoría se alza a la izquierda del campanario y es una construcción historicista de planta rectangular y tres niveles de alzado, construido a finales del siglo XIX. Las aberturas, alineadas en ejes verticales, presentan enmarcamientos pétreos con guardapolvos gotizantes. La falta de alineación entre la iglesia y el campanario y la rectoría se debe al cambio de planificación urbanística de la calle de Aragón, que de 50 metros de ancho pasó a 30 metros durante la construcción del conjunto.

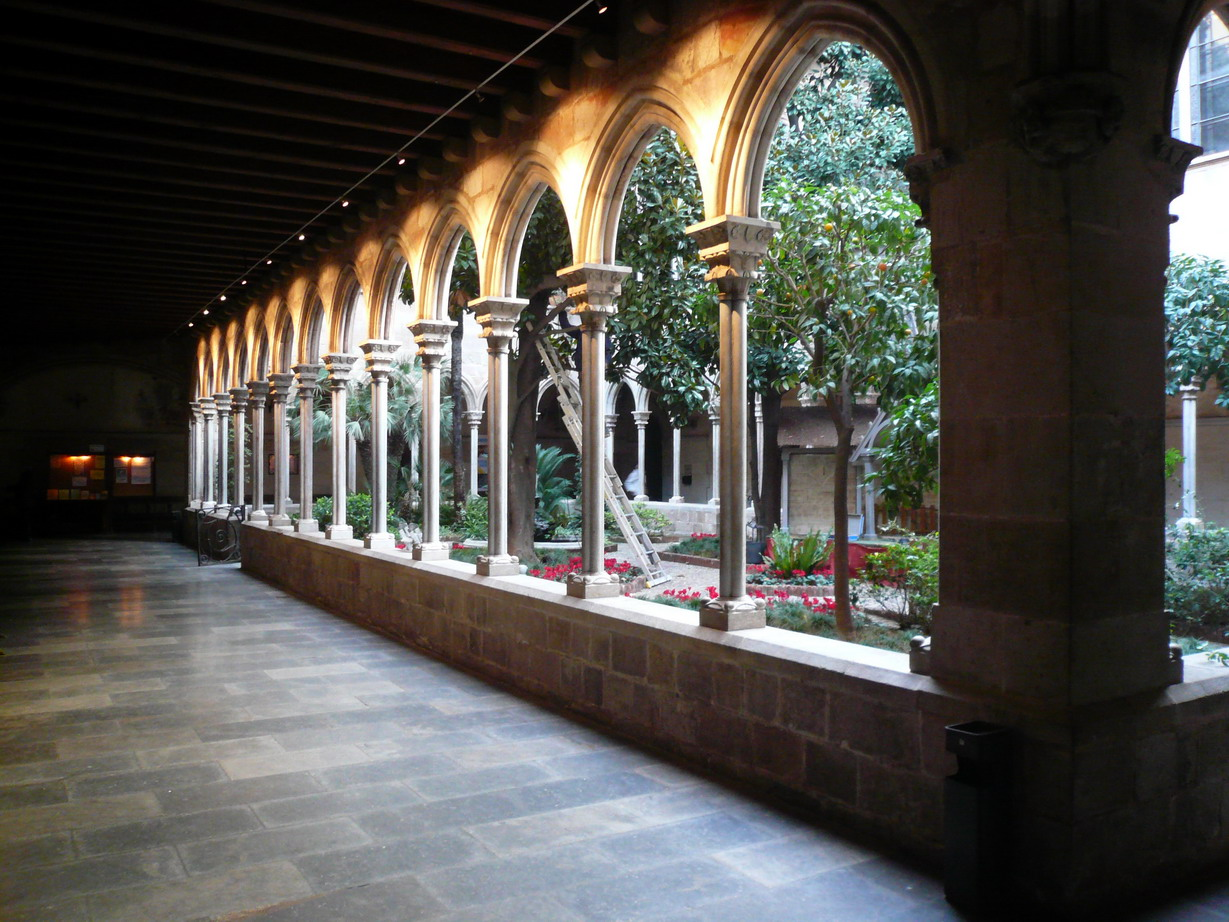
Claustro procedente del Monasterio de Junqueras

El resto de los edificios, que dan a la calle Lauria, mantienen la misma alineación y muestran una clara falta de unidad en su diseño de fachada, dado que es resultado de diferentes campañas constructivas y cambios de proyecto.
El claustro gótico se encuentra en el lado meridional y también fue trasladado parcialmente desde el antiguo monasterio de Junqueras, pero sin respetar su fisonomía original. Se trata de un claustro de planta rectangular y dos niveles de alzado, con sus galerías de arcos en punta de almendra impostante sobre columnillas. En la planta baja, dichas columnas son lobuladas y sus ábacos presentan escultura con motivos florales y heráldicos, mientras la galería alta presenta columnas de sección ochavada. El claustro es sencillo y fue construido en el siglo XIV. Tiene una longitud de 30 metros y un ancho de 17 metros. Consta de dos pisos divididos en galerías. Cada uno de los pisos dispone de un total de 72 arcos. En el claustro se conservan tres urnas sepulcrales de los siglos XIV y XV.
Adosada al claustro por su parte norte, y perpendicular a la calle Lauria, se construyó la Capilla del Santísimo, un edificio neogótico de cabecera plana con tres naves a base de arcos torales y diafragmáticos apuntados y cubierta de laderas. Cierra el conjunto la Capilla de Montserrat, una construcción de una sola planta con una fachada escultórica ciertamente trabajada a principios del siglo XX. 

## Historia

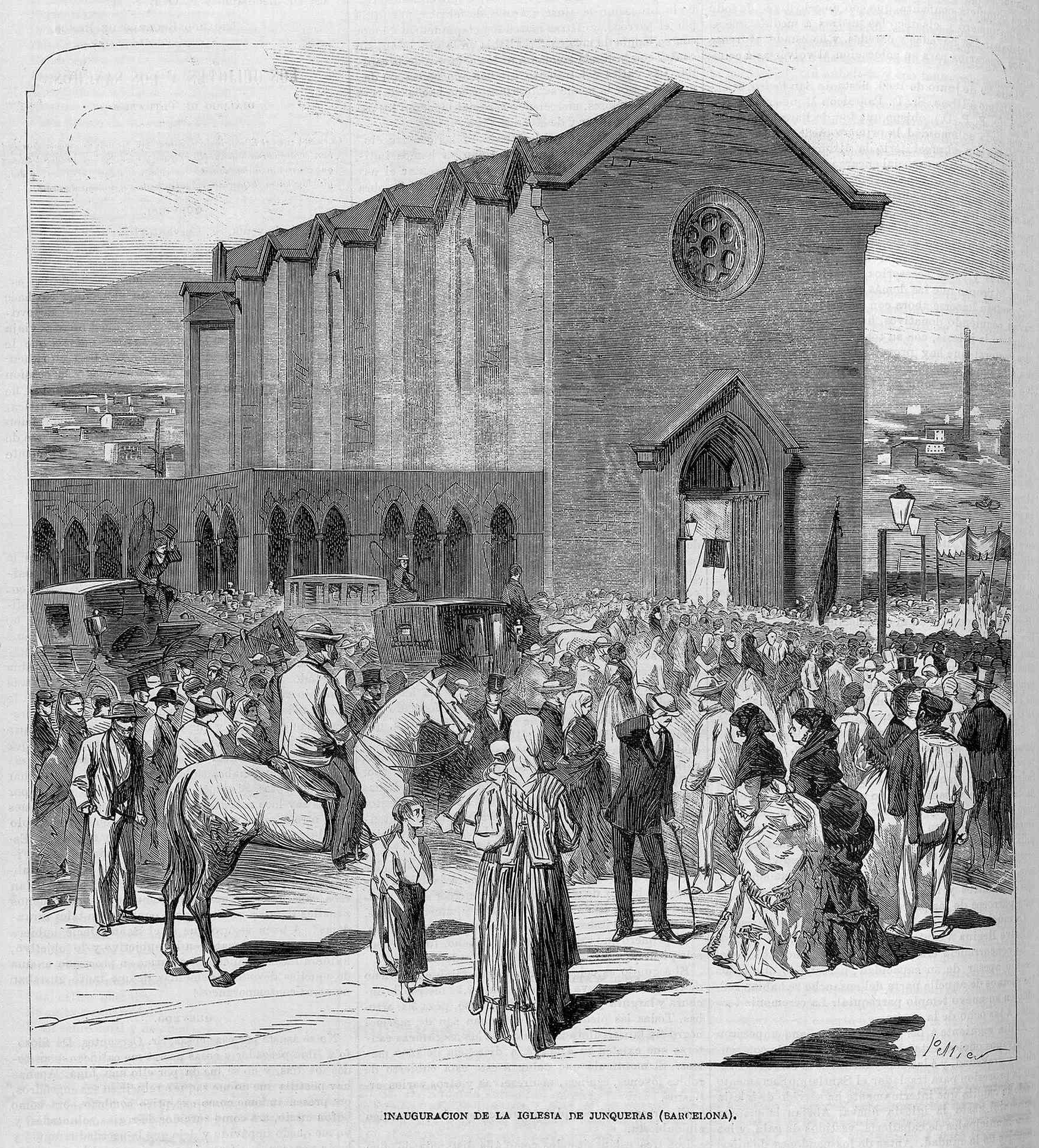
Inauguración de la iglesia en La Ilustración de Madrid (1871)

El convento de Santa María de Junqueras fue fundado en 1269, en tiempos de Jaime I, por el obispo Berenguer de Palou para acoger a las monjas Comendadoras de Santiago que hasta entonces habitaban su cenobio sabadellense. La iglesia del convento fue consagrada en 1448. En el siglo XVII el convento entró en decadencia y, después de las desamortizaciones del siglo XIX, se convirtió en hospital militar, correccional y cuartel sucesivamente, lo cual supuso significativas modificaciones en la construcción. En 1868 la Junta Revolucionaria Provincial de Barcelona se propuso derribar el edificio para hacer mejoras urbanísticas en la zona. En 1869 el obispo Pantaleón Montserrat planteó la construcción de una nueva parroquia dedicada a la Inmaculada Concepción, patrona de España, en el incipiente Ensanche de la ciudad. En este sentido, el obispado adquirió el solar en 1870. 
Es en este contexto cuando el arquitecto José Buxareu proyectó el traslado de la iglesia y claustro de Junqueras, tarea finalmente materializada y dirigida por Jerónimo Granell. La nueva iglesia del Ensanche, junto con la planta baja del claustro, fue inaugurada solemnemente el 14 de junio de 1871.
Tan solo tres años más tarde, el arquitecto Emilio Sala Cortés fue contratado para cambiar la planta del claustro y añadir el segundo piso, trasladar y reconstruir el campanario de la iglesia de San Miguel y diseñar la nueva rectoría y la Capilla del Santísimo. Las dificultades económicas de la parroquia, junto con el amplio alcance de las obras, provocaron que estas no finalizaran definitivamente hasta el año 1892. Hacia el año 1906 el arquitecto Antonio Serrallach procedió a la variación formal de las aberturas y al recrecimiento de contrafuertes y fachadas de la iglesia, dándole un nuevo remate. En un momento no documentado entre 1906 y 1930 el conjunto se concluiría con la construcción de la capilla de Montserrat y de un nuevo frontispicio regularizado hacia el pasaje lateral. Durante la Guerra Civil el conjunto fue asaltado e incendiado y las obras de reparación se prolongaron hasta el año 1957. Hubo que rehacer forjados y tejados del claustro y de las Capillas del Santísimo y de Montserrat, así como reconstruir el coro y limpiar los muros quemados de la iglesia y sustituir los pavimentos de todo el conjunto.